# Ginetta G60-LT-P1
De Ginetta G60-LT-P1 is een race auto, specifiek ontworpen volgens de ACO (Automobile Club de l'Ouest) LMP1-regels om mee te doen aan het 2018 FIA WEC kampioenschap en de 24 uur van Le Mans . Ginetta heeft de G60-LT-P1 officieel gepresenteerd bij de 2018 Autosport show van Birmingham.
Voor het 2018 WEC kampioenschap en 24 uur van Le Mans zullen er 2 autos worden ingezet door TRSM Racing Manor.
Voor de 2018 editie van de 24 uur van Le Mans zal de #5 auto worden bestuurd door Léo Roussel, Michael Simpson en Charlie Robertson. En de #6 door Oliver Turvey, Alex Brundle en Oliver Rowland.

## LeMans 2018
De Ginetta maakte zijn race debut op de 2018 24 uren van LeMans, waarbij de #5 auto als 5e in zijn klasse geclassificeerd is en de #6 auto is uitgevallen na 10 uur door aanhoudende elektrische problemen.

## Motor
De V634P1 motor heeft meer dan 600pk en is een 3.4-liter V6 mono turbo met directe injectie en wordt gebouwd door Mecachrome in Frankrijk. De motor is gebaseerd op de motor gebruikt voor het 2018 Formule 2 kampioenschap en heeft een enkele turbo van VAN DER LEE Turbo Systems en een Bosch Motor management.